# Cecylówka
Cecylówka (prononciation : [t͡sɛt͡sɨˈlufka]) est un village polonais de la gmina de Głowaczów dans le powiat de Kozienice de la voïvodie de Mazovie dans le centre-est de la Pologne.

## Histoire
Le 13 septembre 1939 soldats allemands massacrent 54 civils du villages et des environs. 42 Polonais et 12 Juifs polonais sont rassemblés dans une grange avant que celle-ci ne soit incendiée. Les victimes sont enterrées sur place. Un monument commémorant ces événements est érigé sur le site.
De 1975 à 1998, le village appartenait administrativement à la voïvodie de Radom.